# Коровиков, Василий Архипович
Василий Архипович Коровиков — советский военный и государственный деятель, генерал-майор.

## Биография
Родился в 1900 году в Новозыбкове. Член КПСС.
Участник Первой мировой войны, взят в плен, сбежал.
Участник Гражданской войны, заместитель командира полка.
В межвоенное время: слушатель школы «Выстрел», командир стрелкового полка, слушатель Академии Генштаба, начальник курса Высшей школы штабной службы РККА, старший преподаватель Военной академии имени Фрунзе.
Участник Великой Отечественной войны: заместитель начальника штаба 2-й гвардейской армии, заместитель начальника штаба, начальник оперативного Управления 4-го Украинского фронта
В 1945—1953 — начальник оперативного отдела, заместитель начальника Главного штаба ПВО СССР.
Умер в 1969 году в Москве.

## Награды
- Орден Ленина (21.02.1945)
- Орден Красного Знамени (15.02.1943, 03.11.1944, 20.06.1949)
- Орден Кутузова I степени (23.05.1945)
- Орден Суворова II степени (28.06.1945)
- Орден Богдана Хмельницкого II степени
- Орден Отечественной войны I степени (19.03.1944)

- Орден Virtuti Militari 5 степени